# San Gennaro all'Olmo
Dekonsekrirana crkva San Gennaro all'Olmo nekadašnje je vjersko zdanje smješteno u središtu Napulja u Italiji, na Via San Gregorio Armeno. Nalazi se u blizini i dugi niz godina sastavni je dio kapele-crkve San Biagio Maggiore.

## Povijest
Spominje se da crkva na tom mjestu datira iz vremena cara Konstantina u 4. stoljeću, ali postoji samo dokumentacija za temelje u sedmom stoljeću od strane biskupa Napulja, Sant'Agnello. Prvo ime crkve bilo je San Gennaro ad Diaconiam, a ovo je bila prva crkva u gradu posvećena ovom svecu. U 8. stoljeću armenski redovnici bježeći od bizantskog ikonoklazma, bili su smješteni u ovoj crkvi, gdje su donijeli relikvije svetog Grgura i svetog Vlaha. Susjedni San Biagio Maggiore sagrađen je za smještaj potonje lubanje. Crkva je nekoć imala visoki sjenoviti brijest, otuda i njezino ime.
U kasnom 16. stoljeću crkva je ustupljena Congregazione dei 72 Sacerdoti i preimenovana u crkvu San Michele Arcangelo. Crkva je pregrađena u baroknom ukrasu sa štukaturama i polikromiranim mramorom s podnim pločicama od majolike . Desetljećima je crkva propadala, a sada je dekonsekrirana zgrada pod nadzorom kulturne organizacije: Fondazione Giambattista Vico.

## Vanjske poveznice
|  | Zajednički poslužitelj ima još gradiva o temi San Gennaro all'Olmo |